# Campeonato Europeu de Halterofilismo de 1907
Em 1907 foram realizadas duas edições do Campeonato Europeu de Halterofilismo.

## Torneio 1
O 10º Campeonato Europeu de Halterofilismo foi realizado em Copenhagen, na Dinamarca entre 7 a 8 de março de 1907. 
Medalhistas
| Evento  | Ouro                        | Ouro   | Prata                        | Prata  | Bronze                    | Bronze |
| ------- | --------------------------- | ------ | ---------------------------- | ------ | ------------------------- | ------ |
| 80 kg   | Nikolaus Winkler · Alemanha | 317 kg | Eno Andersen · Suécia        | 317 kg | Arthur Götz · Alemanha    | 294 kg |
| + 80 kg | Heinrich Rondi · Alemanha   | 433 kg | Gustav van Haven · Dinamarca | 400 kg | Theodor Krampe · Alemanha | 364 kg |

## Torneio 2
O 11º Campeonato Europeu de Halterofilismo foi realizado em Viena, na Áustria em 1 de novembro de 1907. Participaram 9 halterofilistas em uma única categoria. 
Medalhistas
| Evento  | Ouro                  | Ouro     | Prata                  | Prata    | Bronze                     | Bronze   |
| ------- | --------------------- | -------- | ---------------------- | -------- | -------------------------- | -------- |
| + 80 kg | Josef Grafl · Áustria | 380,5 kg | Alois Selos · Alemanha | 360,5 kg | Berthold Tandler · Áustria | 350,5 kg |

## Quadro de medalhas
| Ordem | País          | Medalha de ouro | Medalha de prata | Medalha de bronze | Total |
| ----- | ------------- | --------------- | ---------------- | ----------------- | ----- |
| 1     | Alemanha      | 2               | 1                | 2                 | 5     |
| 2     | Países Baixos | 1               | 0                | 1                 | 2     |
| 3     | Áustria       | 0               | 1                | 0                 | 1     |
| 3     | Suécia        | 0               | 1                | 0                 | 1     |
| Total | Total         | 3               | 3                | 3                 | 9     |